# Ikeda Terumasa
Ikeda Terumasa (池田 輝政?; 31 gennaio 1565 – 16 marzo 1613) fu un daimyō giapponese del periodo Edo appartenente al clan Ikeda.

## Biografia
Secondo figlio ed erede di Ikeda Nobuteru, Terumasa governava il castello di Ikejiri (provincia di Mino) e su unì al padre nella campagna di Komaki e Nagakute (1584).
Comandò delle truppe a Nagakute nella battaglia in cui il padre perse la vita. Nel 1590, dopo il trasferimento di Tokugawa Ieyasu nel Kantō, a Terumasa fu assegnato il dominio di Yoshida a Mikawa, che valeva 152.000 koku. Su ordine di Toyotomi Hideyoshi nel 1594 Terumasa sposò una figlia di Ieyasu e dopo la morte di Hideyoshi nel 1598 gli Ikeda appoggiarono i Tokugawa.
Quando iniziò la campagna di Sekigahara nel 1600, Terumasa si schierò immediatamente con Ieyasu; il 28 settembre di quell'anno assieme a Fukushima Masanori furono i primi ad attaccare Gifu, presidiata da Oda Hidenobu. Durante la battaglia di Sekigahara guidò 4.500 soldati nella retroguardia dell'esercito Orientale e si scontrò con Chōsokabe Morichika. Dopo la vittoria gli fu assegnato il feudo di Harima che valeva 520.000 koku il cui centro era il castello di Himeji.
Nel 1603 gli fu assegnata anche la provincia di Bizen che Terumasa diede in gestione al figlio maggiore Toshitaka (1584-1616). Alla morte di Terumasa nel 1613 gli Ikeda avevano in gestione le provincie di Harima, Bizen, Inaba e Awaji con un valore totale di circa 1.000.000 koku. I suoi 8 figli si divisero i suoi domini.
Alla morte di Toshitaka lo shogunato Tokugawa ridusse il potere degli Ikeda ai quali furono comunque assegnate i domini di Tottori (Inaba) e Okayama (Bizen).